# 오토 횔더
오토 루트비히 횔더(독일어: Otto Ludwig Hölder, 1859년 12월 22일 ~ 1937년 8월 29일)는 독일의 수학자다.

## 생애
1859년 12월 22일 독일 슈투트가르트에서 태어났다. 이후 슈투트가르트 대학교에서 공부하였고, 1877년에 베를린 훔볼트 대학교에서 공부하였다. 1882년에 튀빙겐 대학교에서 퍼텐셜 이론에 대한 논문으로 박사 학위를 수여받았다.
1899년에 라이프치히 대학교 교수가 되었다.
1937년에 라이프치히에서 사망하였다.